# Altteich Costedt
Das Naturschutzgebiet Altteich Costedt liegt in der Stadt Porta Westfalica. Es ist rund 25,8 Hektar groß und wird unter der Bezeichnung MI-016 geführt. 
Es liegt südöstlich des Ortsteiles Eisbergen und unmittelbar an der Weser.
Die Unterschutzstellung soll die Herrichtung eines naturnahen Abgrabungsgeländes zu einem Biotopkomplex als Refugium für seltene Tier- und Pflanzenarten ermöglichen. Hierbei ist besonderes Augenmerk auf die Bedeutung als Brut-, Nahrungs- und Rastplatz für Wasservögel zu legen.